# 奥托·弗里施
奥托·弗里施（皇家学会会士, 1904年10月1日—1979年9月22日），奥地利-英国物理学家，1940年与鲁道夫·佩尔斯合作设计出原子弹爆炸的理论架构。

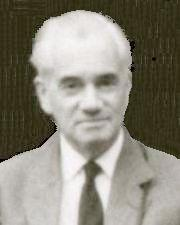
Otto Frisch (1963)